# Ларино (Донецкая область)
Ларино — посёлок городского типа в Донецкой области, Украина.В составе Буденновского района г. Донецка.

## География
Посёлок расположен на реке под названием Кальмиус.

#### Соседние населённые пункты по странам света
С, СЗ: город Донецк (выше по течению Кальмиуса)
СВ: Октябрьское
З: Марьяновка
В: Темрюк, Гришки, город Моспино
ЮЗ: Обильное
ЮВ: Павлоградское, Менчугово, Горбачёво-Михайловка, Придорожное, Калинина, Кирово (все ниже по течению Кальмиуса)
Ю: —

#### Комитеты самоорганизации населения
Ларинский, Павлоградский. Тепличный.

## Общие сведения
Административно подчинён Будённовскому районному совету города Донецка. Расположен на р. Кальмиус. Ж.-д. станция на линии Иловайск — Доля.
В Ларино расположен мемориал на месте братской могилы советских воинов Южного фронта.

## Население
Численность населения.
| Год  | Количество жителей |
| ---- | ------------------ |
| 1939 | 2314               |
| 1959 | 2735               |
| 1970 | 2853               |
| 1979 | 2629               |
| 1987 | 3500               |
| 1989 | 3185               |
| 1992 | 3100               |
| 1998 | 2900               |
| 2001 | 2964               |
| 2009 | 2783               |
| 2010 | 2791               |
| 2011 | 2789               |
| 2012 | 2794               |
| 2013 | 2775               |
| 2014 | 2773               |

## Экономика
Поселок, почтовое отделение, ж/д узел. В Ларино находится 2 био-полигона города Донецка (свалка), а также кирпичный завод (разворован и разрушен в 2013—2014 годах). Благодаря КСП (бывший совхоз) «Тепличный». Кирпичный завод ликвидирован.

## Природа
Между посёлками Ларино и Павлоградское расположен ландшафтный заказник местного значения «Ларинский» («Ларинская степь»).

## Достопримечательности
В посёлке находится братская могила советских воинов Южного фронта (ул. Вокзальная, 7). Памятник истории местного значения (№ 55, взят на государственный учёт 17.12.1969 г. решением № 724). Погибли при освобождении Донецка в Великую Отечественную войну 6 сентября 1943 года. Памятник выполнен из железобетона и кирпича. Размеры скульптуры 3,0 м; 1,6 м, размеры постамента 1,5 х 1,1×1,3 м; 0,6 х 1,5×0,9 м. Установлен в 1957 году. Скульпторы: Бринь Л. А., Полоник В. П.

## Известные уроженцы и жители
В посёлке родился художник-график В. Ф. Бойченко.